# Chang Hye-Jin
Chang Hye-jin (tiếng Hàn Quốc: 장혜진; sinh ngày 13 tháng 5 năm 1987 tại Daegu) là một vận động viên bắn cung người Hàn Quốc. Cô dành cú đúp huy chương vàng tại Thế vận hội Mùa hè 2016 ở 2 nội dung đồng đội nữ và cá nhân nữ môn bắn cung.

## Sự nghiệp
Tại Đại hội Thể thao châu Á 2014, Chang Hye-jin dành huy chương vàng ở nội dung đồng đội nữ cùng Jung Dasomi và Lee Tuk-young. Cô tiếp tục dành huy chương bạc ở nội dung cá nhân nữ.
Tại Thế vận hội Mùa hè 2016 ở Rio de Janeiro, Chang dành huy chương vàng Olympic đầu tiên ở nội dung đồng đội, Hàn Quốc đánh bại Nga trong trận chung kết. Đội tuyển bắn cung nữ của Hàn Quốc năm 2016 gồm Chang Hye-jin, Choi Mi-sun và Ki Bo-bae, đánh dấu lần thứ 8 liên tiếp Hàn Quốc dành huy chương vàng bắn cung đồng đội nữ. Sau đó, tại phần thi cá nhân nữ, Chang gặp người đồng đội, cũng là đương kim vô địch Olympic Ki Bo-bae ở vòng bán kết, và đánh bại Ki với tỉ số 7-3. Chang tiếp đà chiến thắng với chiếc huy chương vàng Olympic thứ hai sau khi hạ gục Lisa Unruh của Đức. Với chiến thắng này, cô vươn lên vị trí thứ 3 trên bảng xếp hạng bắn cung cá nhân nữ của thế giới.